# Compagnie du chemin de fer du Médoc
La Compagnie du chemin de fer du Médoc est une ancienne compagnie ferroviaire française. Elle a notamment construit et exploité la ligne du Médoc, elle est reprise en 1911 par la Compagnie des chemins de fer du Midi et du Canal latéral à la Garonne.

## Histoire
La société anonyme dénommée Compagnie du chemin de fer du Médoc est créée pour reprendre la concession du chemin de fer de Bordeaux au Verdon, adjugée le 2 juin 1863 à messieurs Poujard'hieu, Barman et Jarry-Sureau. Les statuts sont visés par monsieur Dufour, notaire à Paris, le 18 février 1864. La société est autorisée et ses statuts approuvés, par le décret impérial no 16078 du 2 mars 1864.

## Réseau
La ligne de Bordeaux Saint Louis au Verdon, (99,8 km), ouverture 1868-1875.
Principales gares :
- Gare de Bordeaux-Saint-Louis : gare d'origine,
- Gare de Bruges, gare d'échange avec la SE réseau de la Gironde,
- Gare de Lesparre, deviendra une gare de bifurcation avec la ligne de Lesparre à Saint-Symphorien,
- Gare du Verdon, premier terminus de la ligne.